# Bovista graveolens
Bovista graveolens är en svampart som tillhör divisionen basidiesvampar, och som beskrevs av Schwalb. Bovista graveolens ingår i släktet äggsvampar, och familjen röksvampar. Arten är reproducerande i Sverige.